# Bahía Remolinos
Die Bahía Remolinos (spanisch für Wirbelbucht) ist eine Bucht der Joinville-Insel vor der Nordspitze der Antarktischen Halbinsel. Sie liegt im Südwesten der Gibson Bay.
Argentinische Wissenschaftler benannten sie.